# Raehills House

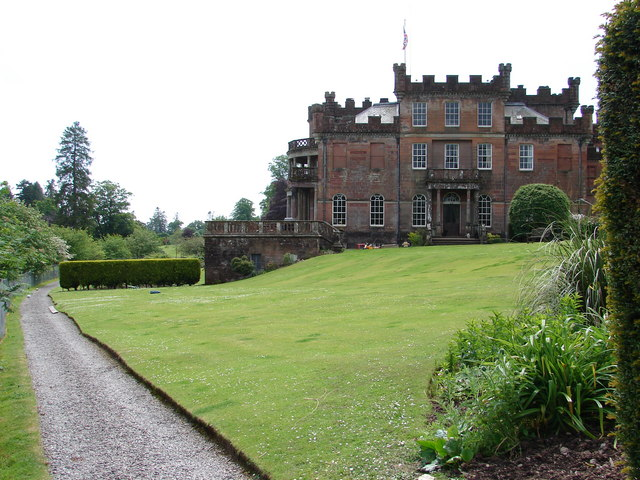
Raehills House

Raehills House ist ein Herrenhaus nahe der schottischen Ortschaft Johnstonebridge in der Council Area Dumfries and Galloway. 1971 wurde das Bauwerk in die schottischen Denkmallisten zunächst in der Kategorie B aufgenommen. Die Hochstufung in die höchste Denkmalkategorie A erfolgte 1988. Des Weiteren ist das Anwesen im schottischen Register für Landschaftsgärten gelistet.

## Geschichte
Im frühen 18. Jahrhundert gelangten die Ländereien von Raehills in den Besitz von William Johnstone, 1. Marquess of Annandale. Es wurde innerhalb der Familie vererbt. George Vanden-Bempde, 3. Marquess of Annandale beauftragte um 1786 den Architekten Alexander Stevens mit der Errichtung von Raehills House. Nach seinem Ableben ging es an James Hope-Johnstone, 3. Earl of Hopetoun über. Dieser gab um dieses Jahr die Anlage der Gärten und Parks in Auftrag. Für die Umgestaltung und Erweiterung um 1830 zeichnet der Architekt William Burn verantwortlich. Raehills House wird weiterhin innerhalb der Familie vererbt. Seit 1983 ist Patrick Andrew Wentworth Hope-Johnstone, 11. Earl of Annandale and Hartfell der Eigentümer.

## Beschreibung
Raehills House liegt im Nordosten von Dumfries and Galloway rund vier Kilometer nordwestlich von Johnstonebridge. Wenige hundert Meter östlich verläuft das Kinnel Water. Ursprünglich wies Raehills House einen L-förmigen Grundriss auf, ist nach den Erweiterungen jedoch eher von länglicher Grundfläche. Stilistisch orientierte sich Stevens an den Arbeiten Robert Adams. So ist Raehills House mit einer umlaufenden Zinnenbewehrung gestaltet, welche die dahinterliegenden, schiefergedeckten Dächer weitgehend verdeckt. Auch sind Gebäudekanten verschiedentlich von Ecktourellen bestanden. Das Rundbogenportal an der Südseite wurde von Burns gestaltet und wurde in einen dreistöckigen Turm integriert. An der Südseite tritt ein weiter, säulengetragener Balkon rund hervor.